# Oliver Beeck
Oliver Beeck (19 gennaio 1988) è un ex giocatore di football americano tedesco, che ha giocato come centro.
Ha passato l'intera carriera nei Kiel Baltic Hurricanes, dalle giovanili alla prima squadra.

## Palmarès
- 1 Europeo (2014)
- 2 EFL Bowl (Kiel Baltic Hurricanes: 2014, 2015)
- 1 German Bowl (Kiel Baltic Hurricanes: 2010)